# Phường 7, Đà Lạt
Phường 7 là một phường thuộc thành phố Đà Lạt, tỉnh Lâm Đồng, Việt Nam.

## Địa lý
Phường 7 nằm ở phía tây bắc thành phố Đà Lạt, có vị trí địa lý:
- Phía đông giáp Phường 8
- Phía tây giáp Phường 5 và xã Lát, huyện Lạc Dương
- Phía nam giáp Phường 2, Phường 5 và Phường 6
- Phía bắc giáp thị trấn Lạc Dương, huyện Lạc Dương.

Phường 7 có diện tích 32,92 km², dân số năm 2022 là 20.558 người, mật độ dân số đạt 624 người/km².

## Hành chính
Phường 7 được chia thành 14 tổ dân phố: Bạch Đằng, 1 Cao Bá Quát, 2 Cao Bá Quát, 3 Cao Bá Quát, 1 Cao Thắng, 2 Cao Thắng, Đa Phú, 1 Đa Thành, Măng Lin, Nguyễn Siêu, 1 Phước Thành, 2 Phước Thành, Thánh Mẫu, Tùng Lâm.

## Lịch sử
Ngày 6 tháng 6 năm 1986, Hội đồng Bộ trưởng ban hành Quyết định số 67-HĐBT về việc thành lập Phường 7 trên cơ sở 22 tổ dân phố với 7.550 nhân khẩu của Phường 4 cũ.
Ngày 21 tháng 1 năm 2020, HĐND tỉnh Lâm Đồng ban hành Nghị quyết số 166/NQ-HĐND về việc:
- Thành lập tổ dân phố Nguyễn Siêu trên cơ tổ dân phố 2 Đa Thành và tổ dân phố 2 Đất Mới.
- Thành lập tổ dân phố Thánh Mẫu trên cơ sở tổ dân phố 1 Thánh Mẫu, tổ dân phố 2 Thánh Mẫu và tổ dân phố 1 Đất Mới.